# Karl Muffler
Karl Friedrich Muffler (* 14. Juni 1900 in Zizenhausen, Deutschland; † 7. März 1996 in Springvale, Australien) war ein einflussreicher, deutsch-australischer Konditor und Kuchendesigner, welcher mehrere berühmte Kuchendesigns wie den Dolly Varden erfand und im William Angliss Institute of TAFE (damals William Angliss College) unterrichtete. Nach seiner Entlassung aus einem australischen Internierungslager wurde er 1945 mit seiner Ehefrau Mathilde Mayer wieder vereint. Die beiden gemeinsamen Töchter wurden in den Jahren 1946 (Susan) und 1951 (Jennifer) geboren. Muffler folgte bis zu seinem Tod 1996 seiner Leidenschaft der Konditorenkunst.

## Leben und Wirken
Nachdem Karl Muffler seine Lehre zum Konditor 1917 an einer städtischen Gewerbeschule in Freiburg im Breisgau bestanden hatte, arbeitete er in mehreren deutschen Konditoreien, bis er sich an der Konditorenfachschule in Köln für einen Meistertitel weiterbildete und diesen 1924 erhielt. Anschließend arbeitete er mehrere Jahre in Konditoreien in Köln, Hamburg und Stuttgart. Schon als Lehrling begann er 1915, eigene Rezepte zu kreieren, die er bis in die 1930er-Jahre zu einem Buch zusammenfasste. Sein Talent wurde 1929 vom australischen Konditoreibesitzer Bill Ikinger entdeckt, welcher deutsche Konditoren in Australien beschäftigen wollte. 1930 fuhr Karl Muffler mit dem spanischen Passagierschiff Balranald nach Melbourne in Australien, wo er für die nächsten fünf Jahre in Bill Ikingers Konditorei arbeitete.

### Frühe Erfolge

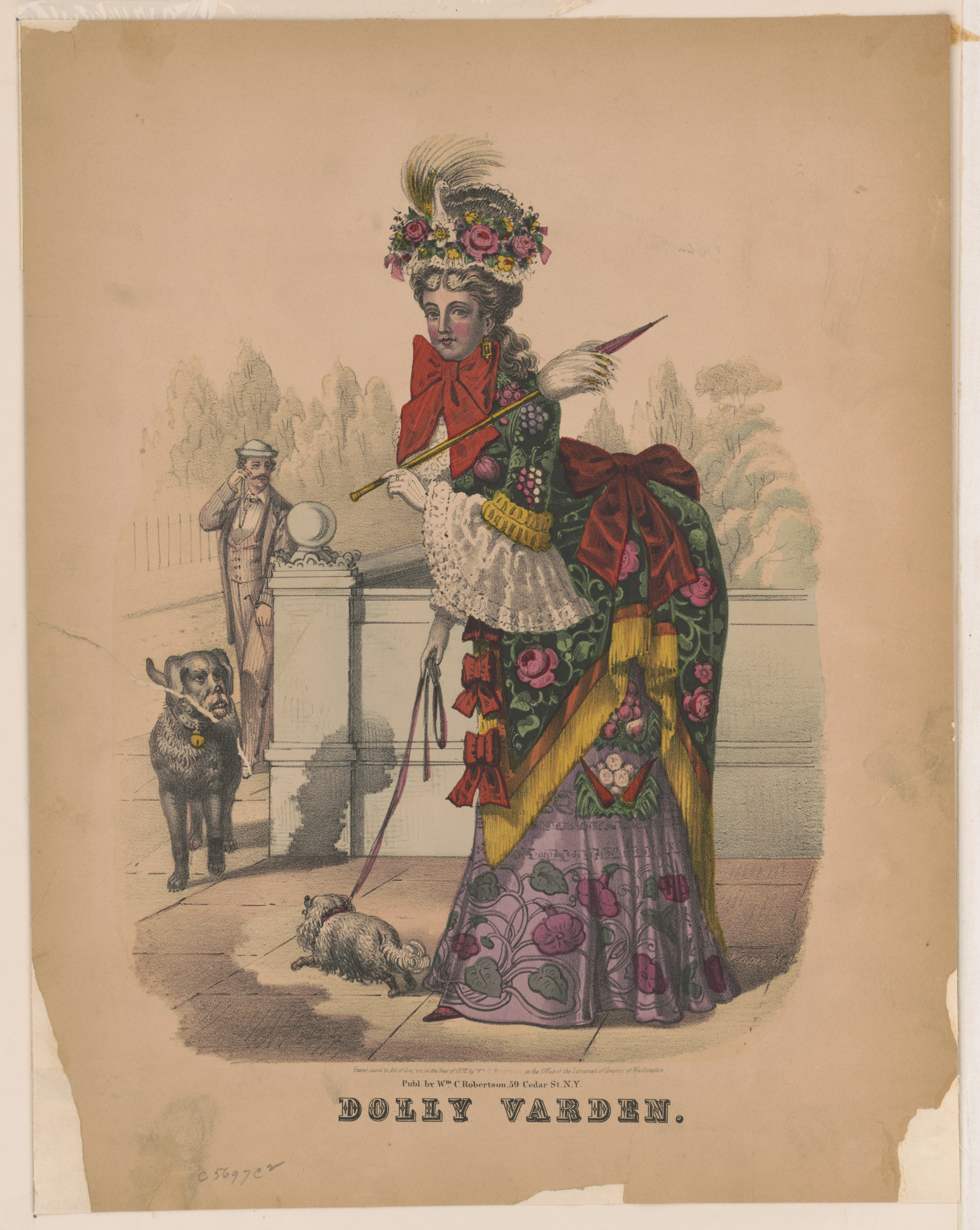
Dolly Varden aus dem Buch Barnaby Rudge von Charles Dickens

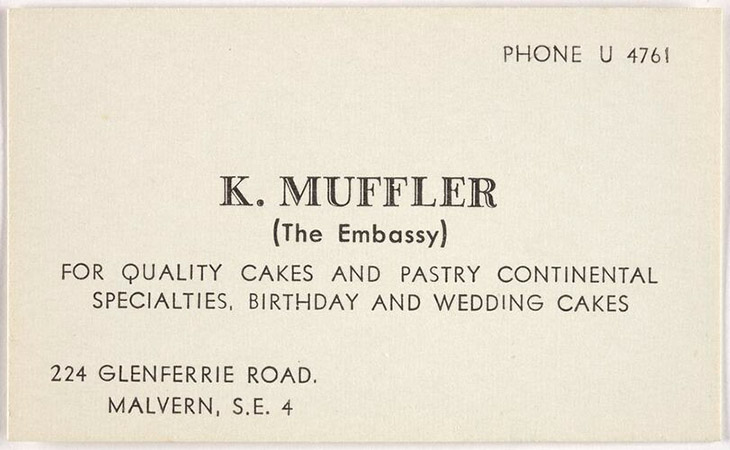
Visitenkarte 1935

Noch vor dem Zweiten Weltkrieg im Jahr 1935 eröffnete Karl Muffler schließlich eine eigene Konditorei namens The Embassy in Malvern, einem Vorort von Melbourne, in welcher er das weltbekannte, relativ komplexe Kuchendesign Dolly Varden erfand, das vom Format her von der Figur Dolly Varden aus dem Buch Barnaby Rudge von Charles Dickens inspiriert war. 1938 kooperierte Karl Mufflers Konditorei mit Bill Ikingers Konditorei Bill Ikinger’s Cake Shop, da die Nachfrage nach Karl Mufflers Produkten so stark anwuchs, dass seine Konditorei die Nachfrage alleine nicht mehr decken konnte.

### Internierung während der Kriegsjahre
Ab dem 4. September 1939 wurde er aufgrund einer Verbindung zur Deutschen Arbeitsfront zwar in Untersuchungshaft gehalten, aber dennoch wurde der Sekretär der Pastrycooks Union 1940 auf Karl Mufflers Erfolg und auf seine Werke aufmerksam und behauptete, dass Karl Muffler der „beste Dekorateur“ für Konditoreiarbeiten in Australien sei. Die Patrycooks Union bemühte sich vergeblich um seine Freilassung. Ab dem 22. Januar 1941 wurde er in mehreren Internierungsanstalten gefangen gehalten, bis er 1945 vom Forestry Commission Camp entlassen wurde, nachdem er etwa ein Jahr lang dort arbeitete.

### Nach dem Zweiten Weltkrieg
Nach seiner Entlassung 1945 folgte Karl Muffler weiterhin seiner Tätigkeit als Konditor und kooperierte wieder mit Bill Ikinger, welcher dann die Konditorei „Patterson’s“ besaß. Zudem unterrichtete er als Dozent für Konditorei an dem William Angliss Institute of TAFE. 1947 bekam er die australische Staatsbürgerschaft. Trotz des Ruhestands in den 1970er-Jahren blieb Muffler seiner Leidenschaft treu und entwarf 1990 den Kuchen zur Goldenen Hochzeit von Frau Mathilde Mayer.
Er war mit seiner Frau Hilde verheiratet und hatte mit ihr zwei Töchter. Er starb am 7. März 1996 und wurde auf dem Springfield Botanical Cemetery begraben.

## Internierung als Enemy Alien

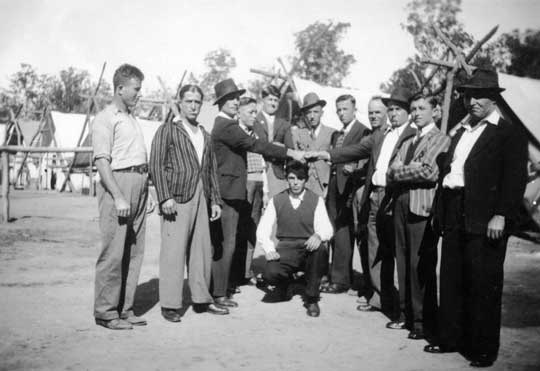
Internierte Enemy Aliens in Australien, 1940.

Während des Zweiten Weltkrieges wurden in Australien tausende ausländische Personen als Enemy Aliens identifiziert und in Internierungslager gebracht, besonders solche aus den Achsenmächten. Karl Muffler wurde ebenfalls als potenzielle Gefahr verdächtigt, da sein Schwiegervater Adolf Mayer der Präsident der Deutschen Arbeitsfront in Australien war. Obwohl er für eine kurze Zeit beim Bau eines Hauses der Deutschen Arbeitsfront half, bleibt unklar, welche genauen Verbindungen Karl Muffler zu ihr hatte. Er wurde zusammen mit seinem Schwiegervater am 4. September 1939 in Victoria verhaftet und am 22. Januar 1941 ins Internierungslager „Camp Tatura“ in Tatura, Victoria gebracht. Trotz der vergeblichen Bemühungen der Pastrycooks Union um seine Freilassung, blieb er für sechs Jahre interniert. Nach dem Tod seiner Schwester Maria, welche nach dem Luftangriff auf Freiburg 1944 verstarb, pflegte er keine Kontakte mehr zu seiner Familie in Deutschland. Seine Frau, Mathilde Mayer, durfte nur innerhalb eines 15-Meilen-Radius um den Wohnort ihrer Eltern neben einem General Post Office in Melbourne reisen, bekam jedoch 1942 die Erlaubnis, ihren Mann, der 1945 freikam, zu besuchen.

## Besonderer Nachlass
Viele seiner berühmten Kreationen, darunter das Rezept für den „Dolly Varden“, hielt Karl Muffler in einem handschriftlichen Rezeptbuch fest. Dieses Buch vereint neben traditionellen Backmethoden auch zahlreiche eigens entwickelte Techniken, die auf Mufflers langjährigen praktischen Erfahrungen beruhen. Besonders bemerkenswert ist ein Kapitel mit dem Titel "Kriegsrezepte", in dem er auf einfache, während der Kriegsjahre leichter verfügbare Zutaten, zurückgreift. Es ist naheliegend, dass viele dieser Ideen in der Zeit des Ersten Weltkriegs in Freiburg im Breisgau entstanden sind, als bestimmte Lebensmittel knapp waren und durch Alternativen ersetzt werden mussten. Das ursprünglich auf Deutsch verfasste Werk wurde 2021 von Melbourne Museum ins Englische übersetzt und veröffentlicht.